# Adam Glinka Janczewski
Adam Glinka Janczewski herbu Trzaska – pisarz ziemski wiski w 1626 roku.
Poseł ziemi wiskiej na sejm toruński 1626 roku i sejm konwokacyjny 1632 roku. Był członkiem konfederacji generalnej zawiązanej 16 lipca 1632 roku. Deputat na Trybunał Główny Koronny w latach 1641/1642 i 1646/1647 z województwa mazowieckiego. Był członkiem konfederacji generalnej zawiązanej 31 lipca 1648 roku. Poseł na sejmy 1638, 1643 i 1645 roku. Poseł na sejm koronacyjny 1649 roku, poseł sejmiku wiznenskiego na sejm 1655, 1658 i 1661 roku. Był elektorem Władysława IV Wazy z ziemi różańskiej i Jana II Kazimierza Wazy z ziemi wiskiej.